# Lichtgevoeligheid (natuurkunde)
Lichtgevoeligheid is het natuurkundig verschijnsel dat bepaalde stoffen onder invloed van licht of andere vormen van elektromagnetische straling een al dan niet direct zichtbare, chemische of fysische verandering ondergaan. De verandering kan tijdelijk of permanent zijn. Belangrijke fysische fenomenen van lichtgevoeligheid zijn foto-emissie en fotogeleiding. Deze verschijnselen worden onder meer toegepast voor lichtmeting (fotocel en belichtingsmeter) en voor bepaalde methoden van reprografie. Ook de werking van een fotografische emulsie berust op dit verschijnsel.